# Paléovégétation
 (septembre 2013).
Si vous disposez d'ouvrages ou d'articles de référence ou si vous connaissez des sites web de qualité traitant du thème abordé ici, merci de compléter l'article en donnant les références utiles à sa vérifiabilité et en les liant à la section « Notes et références ».

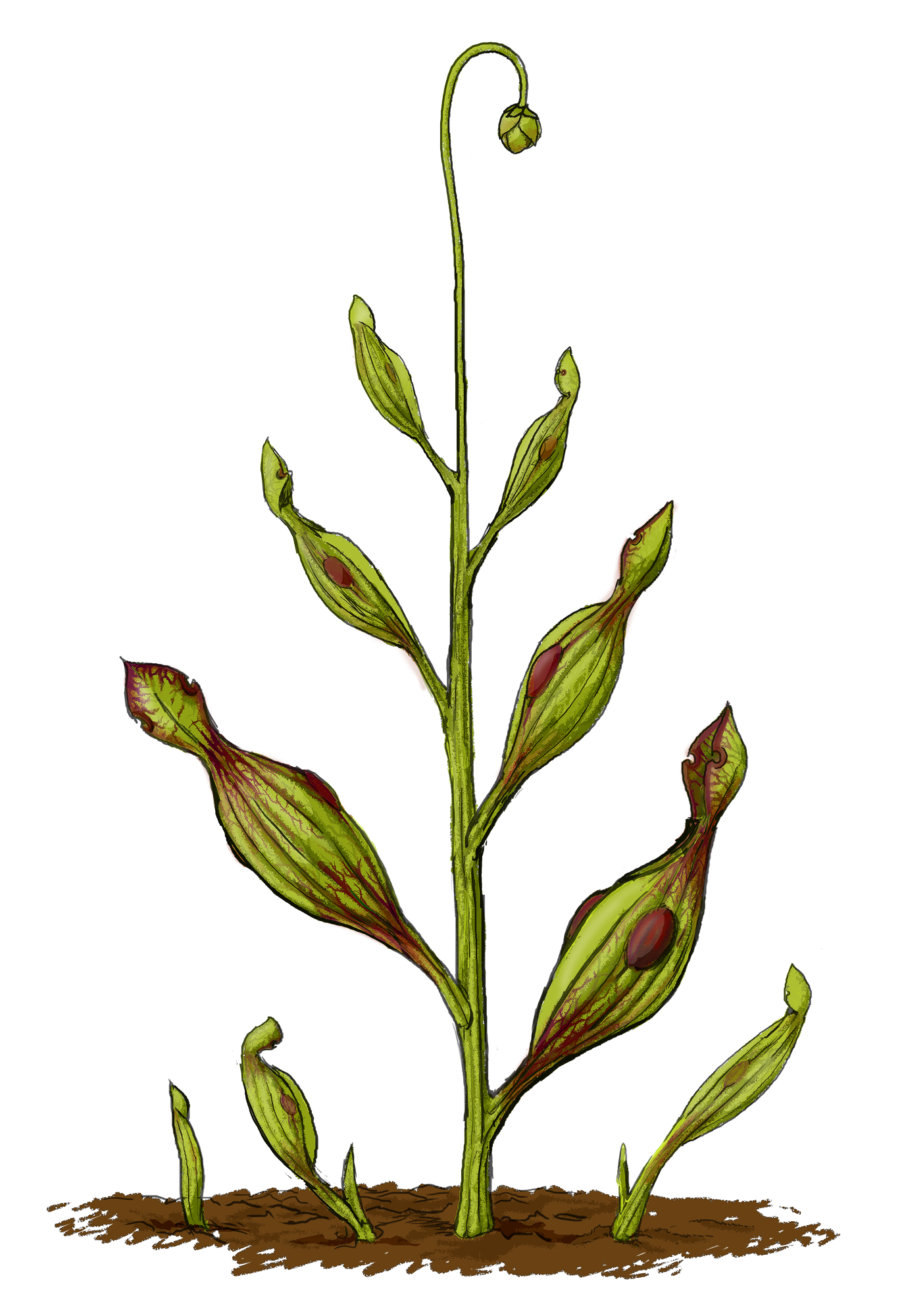
Archaeamphora longicervia est une espèce éteinte de sarracénie pourpre portant des affinités étroites avec les membres existants de la famille des Sarraceniaceae. Il a été découvert dans la formation d'Yixian du Crétacé précoce dans le nord-est de la Chine.

La paléovégétation désigne les restes fossiles de végétaux (pollen, bois fossiles) découverts sur des sites paléontologiques. Leur analyse permet de reconstituer une image locale et régionale de ces sites.
Plusieurs programmes européens (Oakflow, Cytofor, pilotés par l’INRA, et Fossilva[Qui ?] piloté par l’Institut méditerranéen d’écologie et de paléoécologie (IMEP/CNRS, Université d’Aix-Marseille) ont travaillé la question de la paléovégétation.

## Explications
En Europe, selon le réseau Fossilva, l’analyse des banques de données de bois, d’ADN de bois-fossiles, et de pollens fossiles montre que lors des trois dernières glaciations les essences des zones tempérées ont disparu des zones septentrionales pour reculer vers le Sud ou survivre dans quelques « zones refuges » de l’Europe septentrionale (nord de la Méditerranée) pour ensuite reconquérir, « assez » rapidement (à une vitesse de 0,42 à 1 km/an), le continent lors du réchauffement holocène, 11 000 ans avant nos jours.
Une question est de savoir si la recolonisation s’est faite à partir de refuges espagnols ou italiens, ou d’ailleurs.
Les données palynologiques et de datation, ainsi que le savoir des généticiens forestiers ont permis de reconstituer les points d’origine et les axes d’expansions des lignées qui sont à l’origine des forêts contemporaines.
Le projet Fossilva a déduit de ces données qu’entre les dernières glaciations, de petites populations d'arbres ont été protégées dans quelques zones refuges, qui sont à l'origine des populations actuelles. Les analyses confirment ce que certains experts suspectaient : en période glaciaire, le Gulf stream disparaît et la répartition des zones climatiques diffère de ce qu’elle est aujourd’hui : de petites zones refuges ont bien été épargnées par les glaciations, probablement au moins jusqu’au 45e parallèle lors des derniers cycles glaciaires-interglaciaires. Une information plus nouvelle[évasif] est que les zones méridionales éloignées de la calotte glaciaire, n’ont finalement pas ou peu contribué aux grandes recolonisations de l’Europe moyenne et du Nord par les arbres.
En Europe, au contraire des États-Unis, les barrières montagneuses Est-Ouest ont efficacement bloqué la remontée des forêts vers le Nord. Les populations du sud de l’Italie sont restées au sud des Alpes.

## Perspectives
Reste à mieux comprendre les nouveaux obstacles à la circulation des gènes et des graines avec l’étude de la fragmentation écologique des espaces forestiers et des paysages, par les routes et l’agriculture notamment. Reste aussi à comprendre comment ces modifications éco-paysagères interfèrent avec les plantations forestières et avec l’homogénéisation génétique qui résulte de la généralisation de l’obligation de provenance certifiée des graines ou plants.
L'IMEP et d'autres chercheurs du CNRS (Bordeaux, Orsay, Montpellier) continuent à travailler à comprendre l'origine et le fonctionnement des écosystèmes forestiers via le programme international NoE EVOLTREE.